# The Pogues
The Pogues est un groupe de folk rock britannique, originaire de Londres, en Angleterre.  Il connait le succès pendant les années 1980 et 1990. Le groupe spécialisé dans la musique folk irlandaise (voire musique celtique) a souvent joué avec l'énergie de la scène punk rock, dont plusieurs membres du groupe étaient originaires.
Leur musique, unique, teintée de politique est partiellement inspirée par The Clash, avec lesquels ils avaient joué (Joe Strummer avait produit un de leurs albums et deviendra le chanteur du groupe pendant quelque temps). Les Pogues emploient des instruments traditionnels irlandais tels que le tin whistle, le banjo, la mandoline et l'accordéon, entre autres. Après le départ de Shane MacGowan, des instruments électroniques tels que la guitare électrique devinrent plus courants.

## Biographie

### Débuts (1982–1986)
Le groupe est initialement formé à Londres, en Angleterre, en 1982 sous le nom Pogue Mahone. Ce nom est une transcription à l'anglaise de l'expression irlandaise póg mo thóin, qui signifie « embrasse mon cul ». Les membres des Pogues se rencontrent au sein du groupe The Millwall Chainsaws dans les années 1970, auquel participent MacGowan (chant), Peter « Spider » Stacy (flûte irlandaise) et Jem Finer (banjo). Le groupe joue pour la première fois au Pindar of Wakefield le 4 octobre 1982. Puis Jeremy Finer (guitare, banjo), Cait O'Riordan (guitare basse), James Fearnley (accordéon) et Andrew Ranken (percussions et harmonica) rejoignent la formation. Le groupe développe rapidement une certaine réputation, commence à composer ses propres morceaux et finit par faire l'ouverture de The Clash lors de sa tournée de 1984. Le groupe est contraint de raccourcir son nom pour devenir « The Pogues », parce que le juron dans leur nom les faisait refuser par certaines radios, et sort le premier album, Red Roses for Me en 1984.
Phil Chevron (guitare) se joint au groupe peu après. Ensuite, avec l'aide d'Elvis Costello, le parrain du punk et de la new wave, ils enregistrent leur deuxième album, Rum, Sodomy and the Lash, en 1985. Le titre de l'album est un clin d'œil à une citation attribuée à Winston Churchill, dans laquelle il critiquait les traditions de la marine britannique. La couverture de l'album est un clin d'œil au tableau Le Radeau de La Méduse, tandis que les membres du groupe posaient en uniforme de la Royal Navy au dos de la pochette. Alors que le premier album était surtout centré sur des chansons traditionnelles, Shane MacGowan développe ses talents d'auteur avec ce disque, qui présente quelques chansons à texte[réf. nécessaire] remarquablement poétiques. Leur reprise de And the Band Played Waltzing Matilda est désormais plus connue que l'original d'Eric Bogle. Le succès international viendra avec la reprise de la chanson d'Ewan MacColl Dirty Old Town.
Le groupe ne réussit toutefois pas à profiter du succès commercial de son deuxième album. Ses membres refusent d'enregistrer un autre album et proposent à la place l'EP Poguetry in Motion, qu'on pourrait traduire par « Poguésie en marche ». Cait O'Riordan épouse Elvis Costello et quitte le groupe ; elle est remplacée par le bassiste Darryl Hunt. Terry Woods, un multi-instrumentiste et ancien membre de Steeleye Span, rejoint la formation. C'est à cette période en particulier que la façon de vivre de plus en plus erratique du chanteur, auteur principal et meneur spirituel du groupe Shane MacGowan, trouble la vie du groupe.
Le groupe participe à divers projets. Le single Haunted (repris peu après par Shane McGowan et Sinéad O'Connor) sort en 1986. Il fait partie de la bande originale du film Sid and Nancy. Ils jouent en 1987 dans le film suivant d'Alex Cox, Straight to Hell, en compagnie notamment de Joe Strummer, Grace Jones, Elvis Costello, Courtney Love et Dennis Hopper. Ils interprètent dans ce western-spaghetti une bande de buveurs de café. Ils composent par ailleurs une bonne partie de la bande originale, dont une reprise de The Good, the Bad and the Ugly d'Ennio Morricone et une première version de If I Should Fall from Grace with God. Ils enregistrent enfin The Irish Rover avec The Dubliners.

### Succès et séparation (1987–1996)

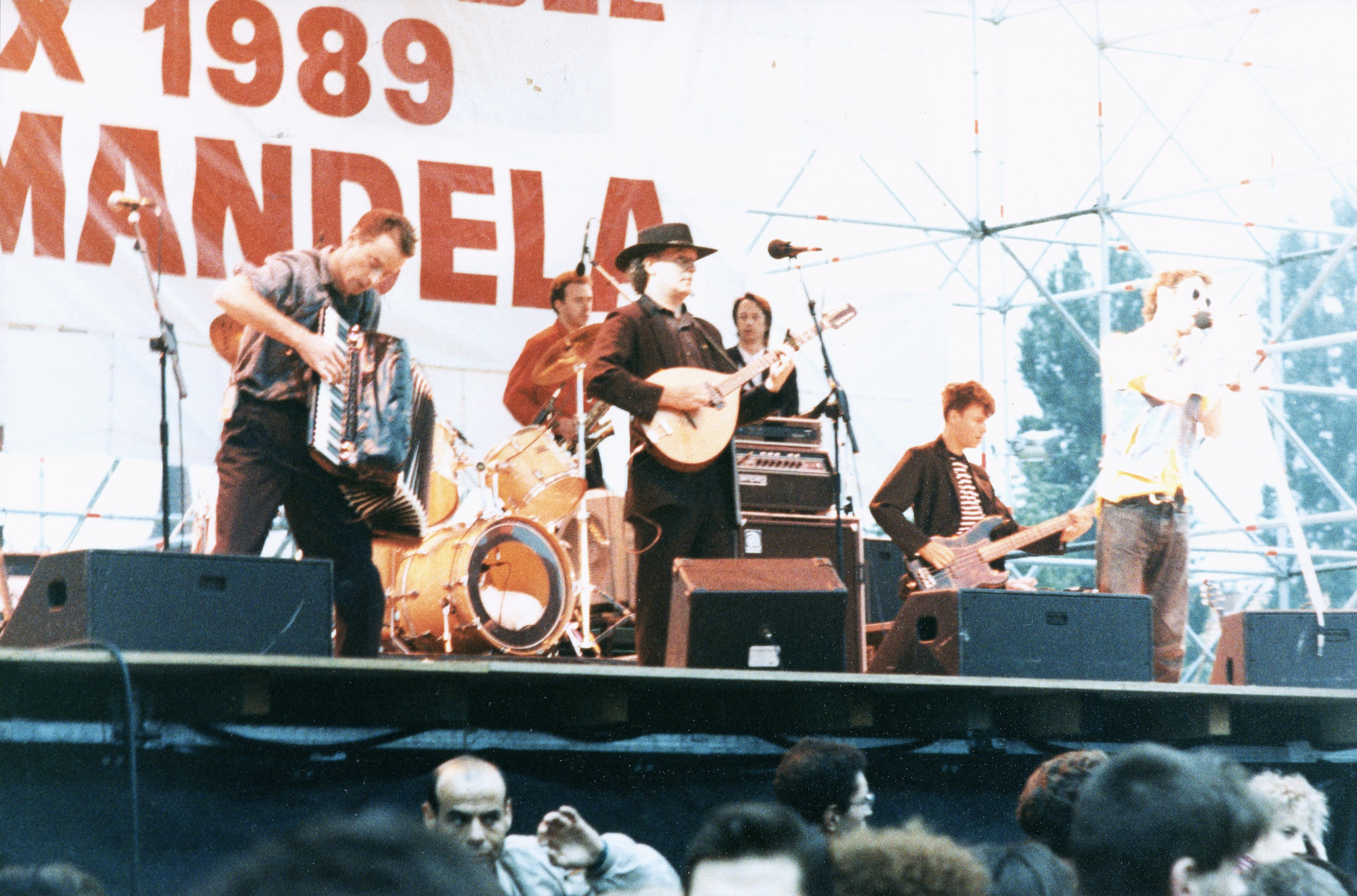
Concert à Ivry-sur-Seine le 3 juin 1989

Ils enregistrent If I Should Fall from Grace with God en 1988. Le chant de Noël Fairytale of New York, chanté en duo par Shane MacGowan et Kirsty MacColl, montre un  contraste saisissant entre le timbre mélodieux de MacColl et la voix âpre de MacGowan. Le morceau devient premier en Irlande et deuxième au Royaume-Uni. C'est un très grand classique festif qui évoque des immigrés irlandais à New York qui se rencontrent le jour de Noël juste après la Seconde Guerre mondiale, puis leurs désillusions et déchéances sous l'effet de l'alcool et de la drogue. Ce tube est considéré comme le plus grand chant de Noël de l'histoire en 2004, 2005, et 2006 par VH1-UK, 27e meilleur tube à ne pas avoir été premier en Angleterre par VH1 et 84e plus belle chanson de tous les temps par la BBC Radio 2. Puis survient Peace and Love en 1989. Le groupe est au summum de son succès commercial, mais MacGowan devient de plus en plus incontrôlable, car lassé d'une musique qui s'est détournée de ses origines et de tournées interminables qui l'éloignent de ses proches. Sur leur album, Hell's Ditch, produit par Joe Strummer des Clash, on peut entendre Stacy et Finer chanter dans plusieurs chansons à la place de MacGowan. Celui-ci est exclu du groupe en 1991.
Avec son départ, le groupe perd de sa vigueur. Joe Strummer le remplace au chant quelque temps, jusqu'à ce que Stacy en prenne la succession, jusqu'à la fin. Deux albums, poliment reçus mais décevants, suivirent avant la dissolution des Pogues en 1996. Même si Shane MacGowan avait perturbé la vie du groupe, sans lui, les Pogues étaient un groupe sans meneur, à la recherche d'une fibre créative[réf. nécessaire]. Pour le grand public français, le groupe sera connu pour l'utilisation de la chanson Fiesta comme générique de l'émission Sébastien c'est fou, de Patrick Sébastien. Shane MacGowan reste le seul membre du groupe sous l'attention des médias et il fonde The Popes (alias Shane MacGowan and the Popes) en 1994. Son autobiographie, A Drink with Shane MacGowan, coécrite avec Victoria Mary Clarke, sa compagne et journaliste, est sortie en 2001.

### Retour et deuxième séparation (2001–2014)

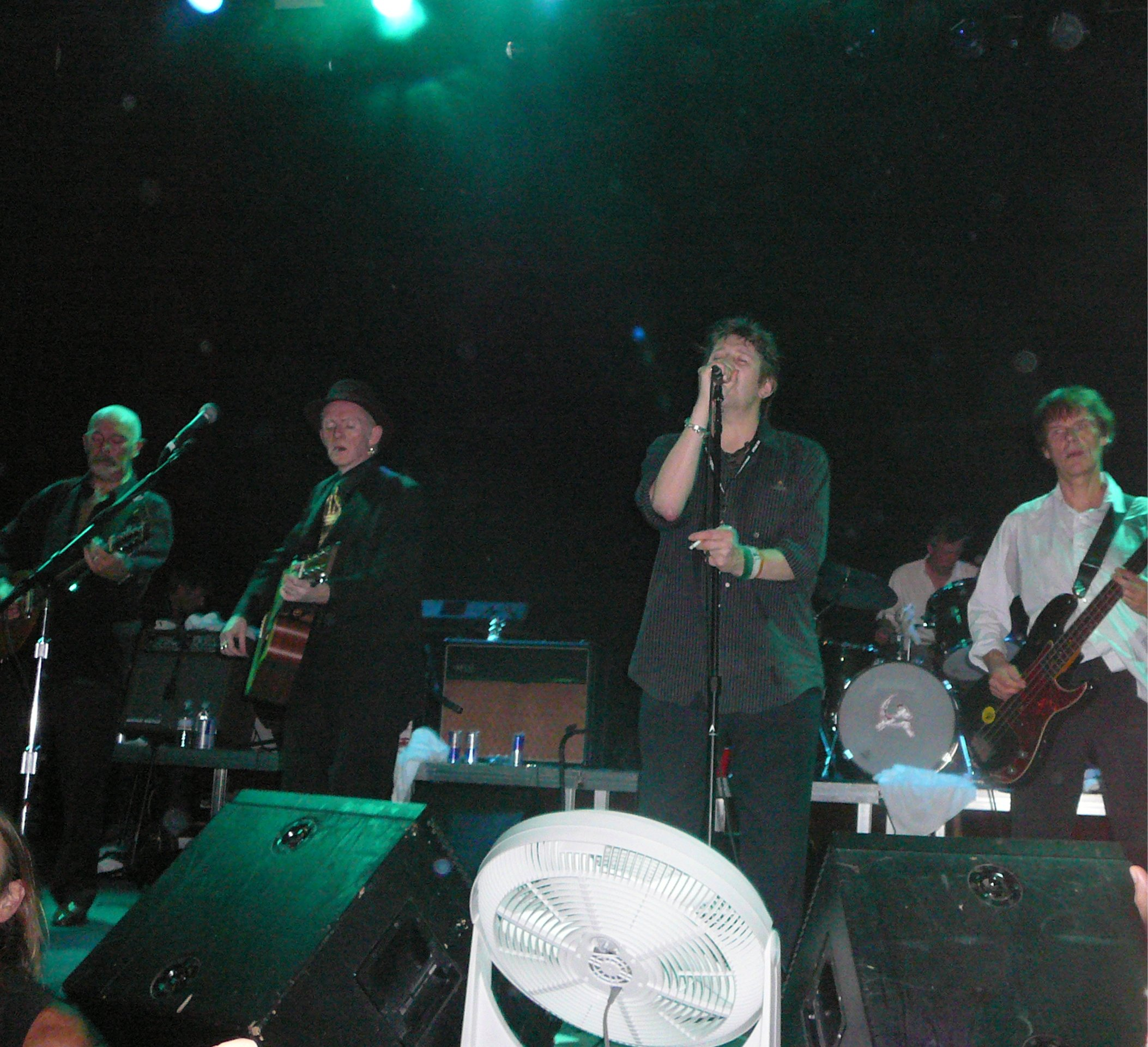
The Pogues, en 2006.

Le groupe, avec MacGowan, se reforme pour une tournée de Noël en 2001, et fait neuf concerts au Royaume-Uni en décembre 2004. Une série de concerts est donnée aux États-Unis début 2006 (avec Shane MacGowan). Les Pogues sont présents le 5 juillet 2008 au festival des Terre-Neuvas, à Bobital, près de Dinan dans les Côtes-d'Armor. Le groupe joue aussi en Irlande le 22 décembre 2008 au RDS de Dublin.
En mars 2011, la tournée américaine, A Parting Glass with The Pogues, passe par Chicago, Détroit, Baltimore, Washington, D.C., Boston, et New York. En août 2012, The Pogues embarque pour une tournée spéciale 30 ans du 4 août 2012 au Stockton Weekender Festival de Stockton-on-Tees, jusqu'au 11 et 12 septembre 2012 à L'Olympia de Paris. 
En mars 2013, The Pogues publie 30:30: The Essential Collection, un coffret deux disques de trente chansons avec onze vidéos. En octobre 2013, The Pogues publie le coffret Pogues 30 qui comprend des versions remasterisées de tous les albums studio plus un album live avec Joe Strummer enregistré au London Forum en décembre 1991.
La dernière performance des Pogues a lieu à Landerneau en août 2014. 
Le guitariste Philip Chevron meurt le 8 octobre 2013, d'un cancer de l’œsophage. Darryl Hunt, bassiste du groupe depuis 1986, décède quant à lui à Londres le 9 août 2022. Ce dernier avait notamment écrit la chanson Love You ‘Till the End présent sur le dernier album, Pogues Mahone. Shane MacGowan meurt le 30 novembre 2023. 

## Discographie

### Albums studio
- 1984 : Red Roses for Me (no 89 au Royaume-Uni)
- 1985 : Rum, Sodomy, and the Lash (no 13)
- 1988 : If I Should Fall from Grace with God (no 3)
- 1989 : Peace and Love (no 5)
- 1990 : Hell's Ditch (no 12)
- 1993 : Waiting for Herb (no 20)
- 1996 : Pogue Mahone

### Albums en concert
- 2002 : Streams of Whiskey: Live in Leysin, Switzerland 1991
- 2005 : The Ultimate Collection including Live at the Brixton Academy 2001 (no 15)
- 2012 : The Pogues in Paris: 30th Anniversary concert at the Olympia
- 2013 : The Pogues Live with Joe Strummer 1991

### Compilations
- 1991 : The Best of the Pogues (no 11)
- 1992 : The Rest of the Best
- 2001 : The Very Best of the Pogues (no 18)
- 2005 : Dirty Old Town: The Platinum Collection
- 2008 : Just Look Them Straight in the Eye and Say... Poguemahone!! (coffret 5 CD)
- 2013 : 30:30 (Rhino - 2 CD)
- 2020 : The BBC Sessions 1984-1986